# Milachowo
Milachowo (Miłachowo) (kasz. Miłachòwsczé Jezoro) – przepływowe jezioro wytopiskowe położone na Równinie Charzykowskiej na obszarze Zaborskiego Parku Krajobrazowego i gminy Brusy (powiat chojnicki, województwo pomorskie) o powierzchni 64,7 ha. Jezioro znajduje się na szlaku wodnym rzeki Zbrzycy, na północny zachód od wsi Rolbik.